# Inwol-myeon
Inwol-myeon (koreanska: 인월면)  är en socken i den södra delen av Sydkorea. Den ligger i kommunen Namwon i provinsen Norra Jeolla, 240 km söder om huvudstaden Seoul.